# 타지크 소비에트 사회주의 공화국
타지크 소비에트 사회주의 공화국(타지크어: Республикаи Советии Социалистии Тоҷикистон 레스푸블리카이 소베티 소치알리스티 토지키스톤, 러시아어: Таджикская Советская Социалистическая Республика 타직스카야 소베츠카야 소치알리스티체스카야 레스푸블리카[*])은 타지키스탄이 소비에트 연방의 지배를 받은 1924년에서 1991년까지 존재한 옛 공화국이었다.

## 당 서기장
타지키스탄 초대 대통령인 라흐몬 나비예프가 마지막 당 서기장이었다.

## 역사
타지키스탄은 옛날부터 유목민족들이 살던 곳이었다.9세기 ~ 10세기에 민족이 형성됐으나 13세기에 몽골 제국이 점령하고 16세기에 우즈베크족의 지배를 받았다. 그후 영국과 부동항을 얻기위한 남하의 일부로 1880년 러시아 제국에 정복되었으며,
제1차 세계 대전이후 러시아 내전으로 러시아 제국이 무너지고 소련이 세워졌다. 그후 1929년 10월 소련의 공화국인 타지크 소비에트 사회주의 공화국이 수립되었다.

## 종교
다수가 수니파 이슬람교를 믿고 있다.